# Sogam
Sogam - Società Gestione Azioni Montedison S.p.A. era la società finanziaria italiana partecipata congiuntamente da IRI ed Eni che deteneva e gestiva negli anni settanta il pacchetto di maggioranza delle azioni Montedison. Era nata il 22 dicembre 1967 a Roma.